# Kup SR Hrvatske u kuglanju za muškarce
Kupovi SR Hrvatske u kuglanju u muškoj konkurenciji za klubove su igrana od 1980.-ih i po "međunarodnom načinu" i "narodnom načinu". 

## Međunarodni način
| godina | pobjednik         | drugoplasirani | napomene, izvori |
| ------ | ----------------- | -------------- | ---------------- |
| 1989.  | Poštar (Zadar)    |                |                  |
| 1990.  | Spačva (Vinkovci) |                |                  |

## Narodni način
| godina | pobjednik          | drugoplasirani          | napomene, izvori          |
| ------ | ------------------ | ----------------------- | ------------------------- |
| 1980.  | Grmoščica (Zagreb) |                         |                           |
| 1981.  | Jedinstvo (Zagreb) |                         |                           |
| 1982.  | Metalac (Šibenik)  | Ivo Lola Ribar Karlovac | Igrano u Slavonskom Brodu |
| 1985.  | Grmoščica (Zagreb) |                         |                           |
| 1986.  | Brodosplit (Split) |                         |                           |
| 1987.  | Grmoščica (Zagreb) |                         |                           |

## Unutarnje poveznice
- Klupsko prvenstvo SR Hrvatske u kuglanju
- Kup Jugoslavije u kuglanju za muškarce
- Kup Hrvatske u kuglanju za muškarce
- Kup SR Hrvatske u kuglanju za žene

## Vanjske poveznice
- kuglacki-savez-os.hr